# شون هور
شون هور (بالإنجليزية: Sean Hoare)‏ هو صحفي بريطاني، ولد في 1963، وتوفي في 18 يوليو 2011 في واتفورد في المملكة المتحدة بسبب مرض.